# Austernschlacht
Die Austernschlacht bezeichnet eine gewaltsame Auseinandersetzung zwischen katholischen und deutschnationalen Studentenverbindungen im Jahr 1889 in Wien.
Sie ist die bekannteste Auseinandersetzung des sogenannten Holzkomments in Österreich. Mit dem Aufkommen katholischer Studentenverbindungen seit dem Ende des 19. Jahrhunderts und im Umfeld des Akademischen Kulturkampfs kam es regelmäßig zu gewalttätigen Auseinandersetzungen zwischen deutschnationalen und katholischen, österreichtreuen Verbindungsstudenten.
Betroffen waren insbesondere Angehörige der Katholischen akademischen Verbindung Norica Wien und der KÖStV Austria Wien. Der Name bezieht sich auf die Angehörigen der Austria, die eben als Wiener Austern angesprochen werden. Die entsprechenden nicht-schlagenden katholischen Korporationen wurden von den schlagenden deutschnationalen Verbindungen angefeindet. Am 26. Oktober 1889 wurden Angehörige der Austria wie der Norica von 600 bis 800 deutschnationalen Studenten der Universität Wien zusammengeschlagen, da die beiden katholischen Verbindungen das erste Mal auf dem üblichen Samstags-Bummel der Studenten in Couleur auftraten, jedoch nicht den ihnen zugedachten Platz im Arkadenhof einnahmen, sondern in der Aula Platz nahmen, wie es drei Tage vorher von den beiden Verbindungen beschlossen worden war. Insgesamt gab es 23 Verletzte. Nach Auskunft von Josef Schlegel beschwerten sich die Sprecher der Norica sowie der Austria anschließend bei den akademischen Behörden und nochmals während einer Audienz beim damaligen Unterrichtsminister Paul Gautsch von Frankenthurn, auch über die der Schlägerei folgende Bestrafung; eine Rüge des akademischen Senats wurde dann später vom Unterrichtsministerium schließlich wieder aufgehoben. Die Wiener Auseinandersetzung ist bis heute am bekanntesten. Eine vom ÖCV am 23. Oktober 2009 geplante Gedenkveranstaltung an der Universität Wien führte zu Irritationen, weil die Universität Auftritte der Studentenverbindungen  in Couleur bei dieser Veranstaltung untersagen wollte. Sie wurde daraufhin als Demonstration angemeldet und durchgeführt.
Der Schwerpunkt dieses „Holzkomments“ in Österreich lag aber in Graz, wo bis zur Tausend-Mark-Sperre 1933 reichsdeutsche Studenten einen großen Anteil ausmachten. Am 14. Mai 1931 kam es zu einem der Austernschlacht ähnlichen Raufhandel in Graz. An diesem Tag versuchten Mitglieder einer ebenfalls Norica genannten katholischen Studentenverbindung beim Rektorat der Universität Graz anzuzeigen, um offiziell zugelassen zu werden. Mitglieder schlagender Studentenverbindungen versuchten dies durch eine Blockade der Eingänge zu verhindern, was zu gewaltsamen Auseinandersetzungen führte. Der Vorfall fand unter der Schlagzeile Studentenschlacht zu Graz Wahrnehmung in der Presse.

## Bekannte Teilnehmer
- Franz Pauer (1870–1936), österreichischer Verwaltungsbeamter und Bundesminister
- Josef Schlegel (1869–1955), österreichischer Politiker, Landeshauptmann von Oberösterreich, Reichsratsabgeordneter und Abgeordneter der Provisorischen Nationalversammlung[13]